# Torre de Garci-Méndez
La torre de Garci-Méndez, también conocida como torre del Homenaje, es una fortaleza situada en el municipio español de El Carpio, en la provincia de Córdoba. Fue construida en el siglo XIV con fines defensivos y constituye el origen del pueblo actual de El Carpio, cuya trama urbana fue desarrollándose en torno a la torre. Desde 1983 se encuentra inscrita como bien de interés cultural.

## Historia
La torre fue mandada construir por el noble castellano Garci Méndez de Sotomayor, siendo levantada por el maestre Mahomar hacia 1325. La fortificación fue concebida con fines bélicos y acabó constituyendo el punto de origen de la actual localidad de El Carpio, ya que con los años atrajo a su alrededor a los pobladores de la primitiva población, originalmente establecida en torno a la fortaleza de Alcocer.
En sus orígenes la torre formaba parte del Castillo de los Sotomayor, desaparecido en la actualidad. Los Sotomayor eran los señores de El Carpio, por lo que esta fortaleza sirvió también de residencia para esta dinastía nobiliaria. En la actualidad la torre de Garci-Méndez se utiliza con fines turísticos.